# Täschhütte
La Täschhütte (2.701 m s.l.m.) è un rifugio alpino del Massiccio del Mischabel (Alpi Pennine) nel Canton Vallese.

## Caratteristiche e informazioni

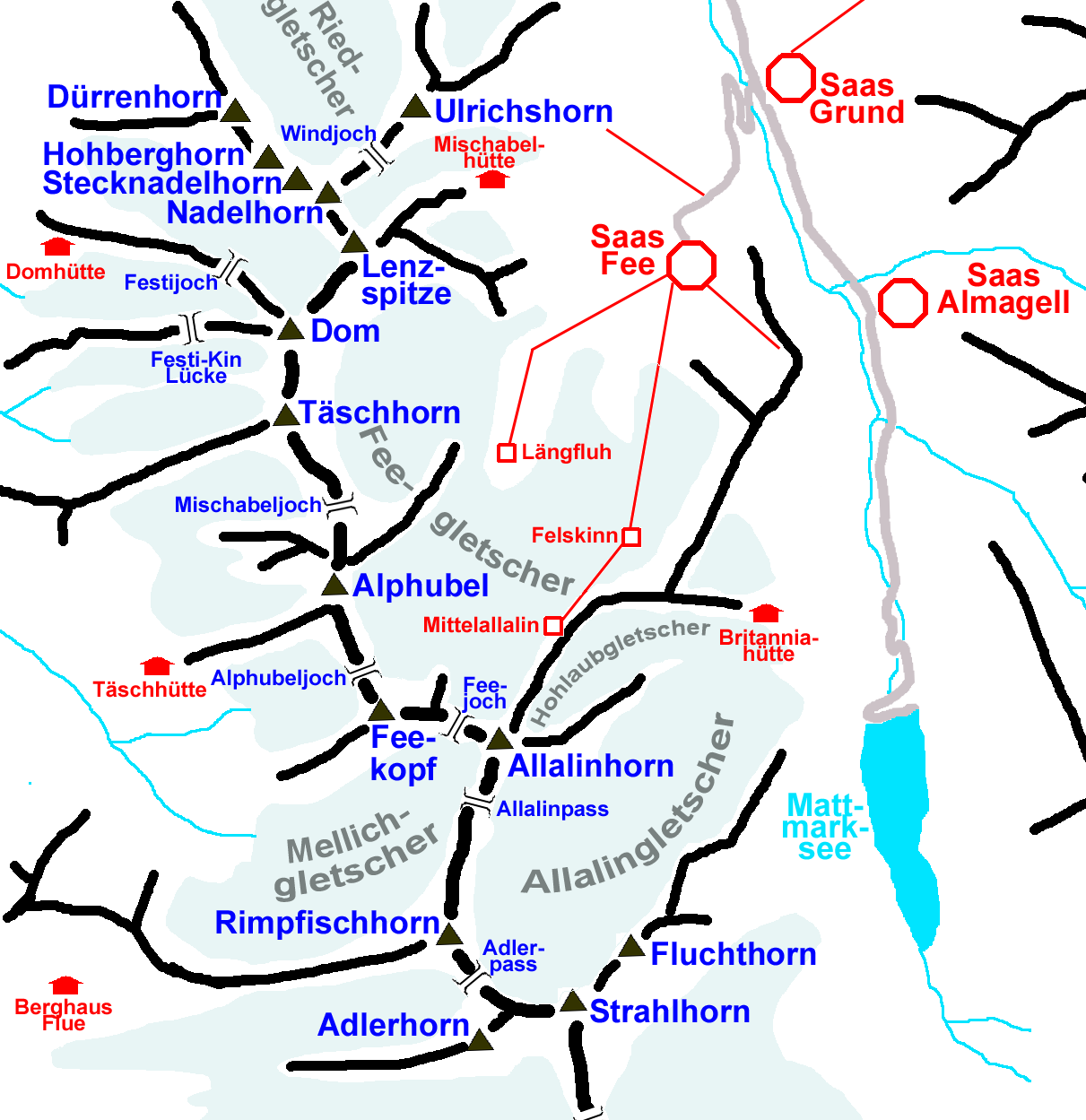
Collocazione del rifugio nel Massiccio del Mischabel.

Il rifugio è collocato sui pendii erbosi sovrastanti Täschalp ed alla base della cresta ovest dell'Alphubel.
È stato rinnovato aggiungendovi una parte nuova.

## Accessi
Il rifugio è raggiungibile da Täsch. Dal paese si può ancora salire in macchina fino a Ottafe (1.900 m) seguendo la direzione di Täschalp. Da Ottafe il rifugio è raggiungibile in poco più di un'ora.

## Ascensioni
- Täschhorn - 4.401 m
- Alphubel - 4.206 m
- Rimpfischhorn - 4.199 m

## Traversate
- Britanniahütte - 3.030 m - attraverso l'Allalinpass (3.564 m).
- Europahütte - 2.220 m